# Ervin László
Ervin László (hongarès: László Ervin)  (Budapest, 12 de juny de 1932)d) és un filòsof de la ciència, escriptor, originalment pianista i membre extern de l'Acadèmia Hongaresa de les Ciències. Els seus camps d'especialització inclouen la teoria general de l'evolució i els sistemes i la filosofia de la ciència.

## Biografia
László va néixer en una família jueva de classe mitjana, fill d'István László i Mária Kertész. El seu pare es va traslladar a Pécs des de Sibiu i es va llicenciar en dret a la Universitat Elisabet de Pécs. La seva mare va créixer a Budapest i va estudiar piano de jove. Els seus pares es van casar a Budapest el maig de 1929. L'avi matern de László Ervin, Antal Kertész (Adolf) (1874–1936), era propietari d'una fàbrica de sabates, que va convidar el seu gendre a dirigir, qui es va fer càrrec del negoci després de la mort del seu avi.
El juny de 1947, als catorze anys, va rebre el seu diploma artístic a l'Acadèmia de Música Liszt Ferenc i el mateix any va guanyar el primer premi al Concurs de Piano Liszt Ferenc, i després va quedar segon al concurs internacional de música de Ginebra. A la primavera de 1948, es va traslladar als Estats Units d'Amèrica i va viatjar pel món com a famós pianista fins al 1966.
A mesura que es va familiaritzar amb moltes cultures durant els seus viatges, es va interessar per la ciència i la filosofia. Va conèixer aquesta última per primera vegada de petit, quan el seu oncle li va parlar de Kant. Durant els seus viatges, va assistir a semestres a la Universitat de Columbia a Nova York i a la New School for Social Research. Va començar a escriure estudis el 1959 i els va publicar en format de llibre el 1962 per l'editorial holandesa Martinus Nijhoff. El seu primer llibre, L'essència social, va atreure l'atenció de filòsofs europeus i americans.

## La seva obra
La seva carrera acadèmica va començar a principis dels anys seixanta. Entre 1961 i 1966, a més dels seus concerts, va treballar com a investigador a l'Institut de Recerca de l'Europa de l'Est de la Universitat de Friburg. El 1966, va tornar als EUA per invitació de la Facultat de Filosofia de la Universitat de Yale. El 1967, va ensenyar música i estètica com a professor visitant a la Universitat d'Indiana i al departament de filosofia de la Universitat d'Akron. El 1969, va ser professor de filosofia a la Universitat Estatal de Nova York.
Va editar dues revistes, "The Journal of Value Inquiry" i "The Philosophy Forum", i va escriure nombrosos llibres, i el 1970 va rebre un doctorat en humanitats i ciències socials de la Universitat de la Sorbona de París com a reconeixement.
El 1972, va impartir conferències a la Universitat de Princeton sobre filosofia general de sistemes aplicada a les relacions nacionals. Va ser llavors quan va començar a treballar en la seva teoria del desenvolupament biològic i físic, unint els punts de vista del desenvolupament humà i social. Com a resultat, Aurelio Peccei li va demanar que preparés un esborrany per al Club de Roma sobre quin havia de ser el paper dels governs, les comunitats i els empresaris a les dècades del 1970 i 1980. Per a aquesta enorme tasca, se li van assignar cent trenta col·laboradors de molts països d'arreu del món.
Després va intercanviar la seva càtedra universitària per la direcció de l'Institut de les Nacions Unides per a la Formació i la Recerca (UNITAR). El 1977, es va publicar el seu llibre Objectius per a la Humanitat. El 1979, va tornar a treballar per a UNITAR en el programa de cooperació social i econòmica internacional. En aquest sentit, va publicar un total de 21 volums.
A partir del 1984, a casa seva a Itàlia, va treballar en el desenvolupament de les seves pròpies teories sobre la unitat de la natura i la societat durant la major part del seu temps lliure. Als anys vuitanta, va publicar sobre problemes globals i les seves pròpies teories esmentades.
Ervin László va ser membre del Club de Roma, l'Acadèmia Internacional de les Ciències i l'Acadèmia Mundial de les Arts i les Ciències. El 1996, va ser rector de l'Acadèmia Europea de Gestió Evolutiva i Estudis Avançats, secretari general del Consorci Europeu de Recerca sobre l'Impacte Cultural, assessor del director general de la UNESCO i va fundar el Club de Budapest.
El 1999, va aparèixer com a col·laborador al primer episodi de la sèrie Across the Worlds – Wandering in the Realm of Metaphysics, titulat Matter: Illusion or Reality?. Altres persones amb veu a l'episodi van ser István Hèjjas, Antal Dúl, la Dra. Júlia Gelléri, Tamás Paulinyi i Mária Szepes. El març de 2002, va ser nomenat doctor honoris causa per la Facultat d'Economia i la Facultat de Ciències Naturals de la Universitat de Pécs. El desembre de 2006, Ervin László va publicar el seu llibre Káoszpont, que tracta sobre la crisi de l'escalfament global.
Segons el seu lloc web, ha estat nominat dues vegades al Premi Nobel de la Pau, però, els noms dels nominats al Premi Nobel de la Pau es mantenen en secret pel comitè que atorga el premi durant 50 anys, i les afirmacions en aquest sentit no tenen cap estatus oficial.
El 2010, va esdevenir membre extern del Departament d'Economia i Dret de l'Acadèmia Hongaresa de les Ciències. El títol de la seva conferència inaugural a l'acadèmia va ser: "Sostenibilitat global a la llum de la teoria de sistemes".
Els escèptics han criticat repetidament les seves afirmacions per contradir el paradigma científic actual. Les seves obres es van publicar en hongarès.

## Les seves obres es van publicar en hongarès
- Música, Teoria de Sistemes, Ordre Mundial; trans. Klára Balassa, László Csontos, András Hernádi; Gondolat, Budapest, 1986
- Abans de la decisió; pròleg de Federico Mayor; Belles Arts, Budapest, 1994
- Connexions còsmiques. La visió del món del tercer mil·lenni; trans. Gedeon Dienes, epílogo de Mária Sági; Club del llibre hongarès, Budapest, 1996
- Tercer mil·lenni. Perills i oportunitats. El Primer Informe del Club de Budapest; pròleg d'Iván Vitányi, trad. Erzsébet Bori; New Paradigm, Budapest, 1998
- La evolució de la consciència. Dos dies de conversa entre Stanislav Grof, László Ervin i Peter Russell; ed. László Ervin, pròleg de Ken Wilber, epílogo de Yehudi Menuhin; Nou paradigma, Szentendre, 1999
- Temps emocionants. Vida responsable en el nou mil·lenni; trad. Ferenc Greguss, pròleg Peter Ustinov, epíleg Arthur C. Clarke; Club del Llibre Hongarès, Budapest, 1999
- Pespectives de la teoria de sistemes; trad. József Gerner; Club del Llibre Hongarès, Budapest, 2001
- Pos canviar el món. Manual del nostre destí comú; trad. Ferenc Greguss; Club del Llibre Hongarès, Budapest, 2002
- Punt de caos. El món a la cruïlla; trad. Gábor Rédai; Fundació Club de Budapest–Kossuth, Budapest, 2006
- Canvi mundial. El camí harmoniós del canvi; trad. Dániel Vargha, Márta Halmos; Taller de llibres oberts, Budapest, 2008
- Nova cosmovisió. Manual del canvi conscient; trad. Sába Tesfay; Taller de llibres oberts, Budapest, 2009
- La intel·ligència del cosmos. Per què som al món? Noves respostes a les fronteres de les ciències; Angel's Haven, Budapest, 2018
- László Ervin–Anthony Peake: La ment immortal. Ciència i consciència fora del cervell; Angel's Haven, Budapest, 2018

## Més informació
- Club de Budapest
- Club de Budapest Arxivat el 4 d'octubre de 2018 a la Wayback Machine
- ervinlaszlo.com Arxivat el 17 de setembre de 2013 a la Wayback Machine